# Gornji Lović
Gornji Lović – wieś w Chorwacji, w żupanii karlowackiej, w mieście Ozalj. W 2011 roku liczyła 41 mieszkańców.